# Општина Лецкани (Јаши)
Лецкани (рум. Leţcani) општина је у Румунији у округу Јаши.
Oпштина се налази на надморској висини од 47 m.